# کتابخانه ج. ویلارد ماریوت
کتابخانه ج. ویلارد ماریوت (به انگلیسی: J. Willard Marriott Library) نام کتابخانه مرکزی دانشگاه یوتا است.
سیستم کتابخانه این مؤسسه با بیش از ۳٬۳۷۳٬۱۴۱ عنوان کتاب در زمره بزرگ‌ترین مراکز کتابخانه‌ای کشور آمریکا محسوب می‌شود.